# Xã Ravenna, Michigan
Xã Ravenna (tiếng Anh: Ravenna Township) là một xã thuộc quận Muskegon, tiểu bang Michigan, Hoa Kỳ. Năm 2010, dân số của xã này là 2.905 người.